# Mroki lasu
Mroki lasu (ang. The Woods) – amerykańsko-brytyjski film fabularny z 2006 roku, opowiadający o szkole dla dziewcząt, w której dochodzi do tajemniczego wypadku.

## Obsada
- Agnes Bruckner – Heather Fasulo
- Patricia Clarkson – panna Traverse
- Rachel Nichols – Samantha Wise
- Lauren Birkell – Marcy Turner
- Emma Campbell – Alice Fasulo
- Gordon Currie – szeryf
- Bruce Campbell – Joe Fasulo

## Fabuła
Jest rok 1965. Zbuntowana nastolatka Heather Fasulo (Agnes Bruckner) zostaje wysłana do szkoły z internatem Falburn Academy położonej w środku lasu. Dyrektorka szkoły przyjmuje ją pomimo sytuacji finansowej rodziców dziewczyny. Tu Heather zaprzyjaźnia się z Marcy Turner (Lauren Birkell), a obie dziewczyny dręczy koleżanka Samantha Wise (Rachel Nichols). W nocy Heather ma koszmary i słyszy głosy dochodzące z lasu, podejrzewając, że szkoła jest pełna czarownic.